# Shyqyri Rreli
Shyqyri Ibrahim Rreli (ur. 18 maja 1930 w Tiranie, zm. 31 grudnia 2019) – albański piłkarz i trener piłkarski, w 1957 roku reprezentant Albanii, a w latach 1981–1985 i 1987–1990 selekcjoner albańskiej reprezentacji.
Poza karierą sportową pracował jako profesor nadzwyczajny Instytutu Kultury Fizycznej im. Vojo Kushiego w Tiranie, a w latach 1969–1990 należał do prezydium Federata Shqiptare e Futbollit. Był także autorem licznych publikacji o tematyce sportowej.

## Odznaczenia
Został odznaczony Orderem Naima Frashëriego.